# Nagyboldogasszony-székesegyház (Zacatecas)
A Nagyboldogasszony-székesegyház a mexikói Zacatecas városának egyik legfontosabb barokk műemléke, a Zacatecasi egyházmegye központja. A belváros részeként a világörökség részét képezi.

## Története
A zacatecasi, ma Plaza de Armasnak nevezett téren korábban már több templom is állt ott, ahol a mai székesegyház található. Az első pap, akiről írásos feljegyzés maradt, Fernando Maldonado volt, aki az első templomban 1558 és 1562 között tevékenykedett, ám 1567 és 1585 között új templom épült. Ez azonban a 17. század elején romossá vált, így 1612 és 1625 között egy még újabbat létesítettek, valószínűleg Francisco Jiménez tervei alapján. Kevesebb mint egy évszázad alatt azonban ez is tönkrement, így 1718-ban megkezdődött a ma is álló épület kivitelezése. Nagyboldogasszonynak való felajánlására 1752. augusztus 14. és 17. között került sor, bár ekkor még csak a főhomlokzat és a déli torony egy része állt. Az építkezések még sokáig tartottak, 1844-ben a már megépült kupolát lecserélték egy újabbal, amely a mexikóvárosi Loreto-templomét utánozta, az északi torony (amelyet Dámaso Muñetón a déli torony pontos másaként tervezett meg) és ezzel a teljes épület pedig csak 1904-re készült el. Felszentelését 1841-ben végezte Francisco García Diego püspök, a székesegyház rangot 1862-ben nyerte el.

## Az épület
A nagy méretű, háromhajós, latin kereszt alaprajzú bazilika három bejárattal rendelkezik, leglátványosabb a főhomlokzat bejárata, de van egy-egy kapu a két oldalán is. A középső hajó magasabb, a mellékhajók alacsonyabb mennyezettel rendelkeznek, a központi kupola nyolcszög alakú alapokon nyugszik, tartóoszlopai négyzet keresztmetszetűek. A sekrestye a főhajó hátsó részében található. Az oltárok modern stílusúak, ezért nem illeszkednek megfelelően a környezetükbe, csakúgy, mint a szegélypárkányon létesített korlátos folyosó.
A templom legfeltűnőbb része a főhomlokzat díszítése. A kapu mellett mindkét oldalon 3–3 gazdagon díszített, vastag oszlop áll, közöttük szoborfülkék kaptak helyet különféle szentek szobraival. Ugyanez a minta ismétlődik a bejárati kapu fölötti szinten, ahol középen egy elliptikus rózsaablak is helyet kapott. A legfelső, harmadik szinten 6 rövidebb oszlop (ezek közül a szélső 2–2 az alsóbb szintek oszlopainak folytatását képezi), közöttük 5 szoborfülke látható.

## Képek

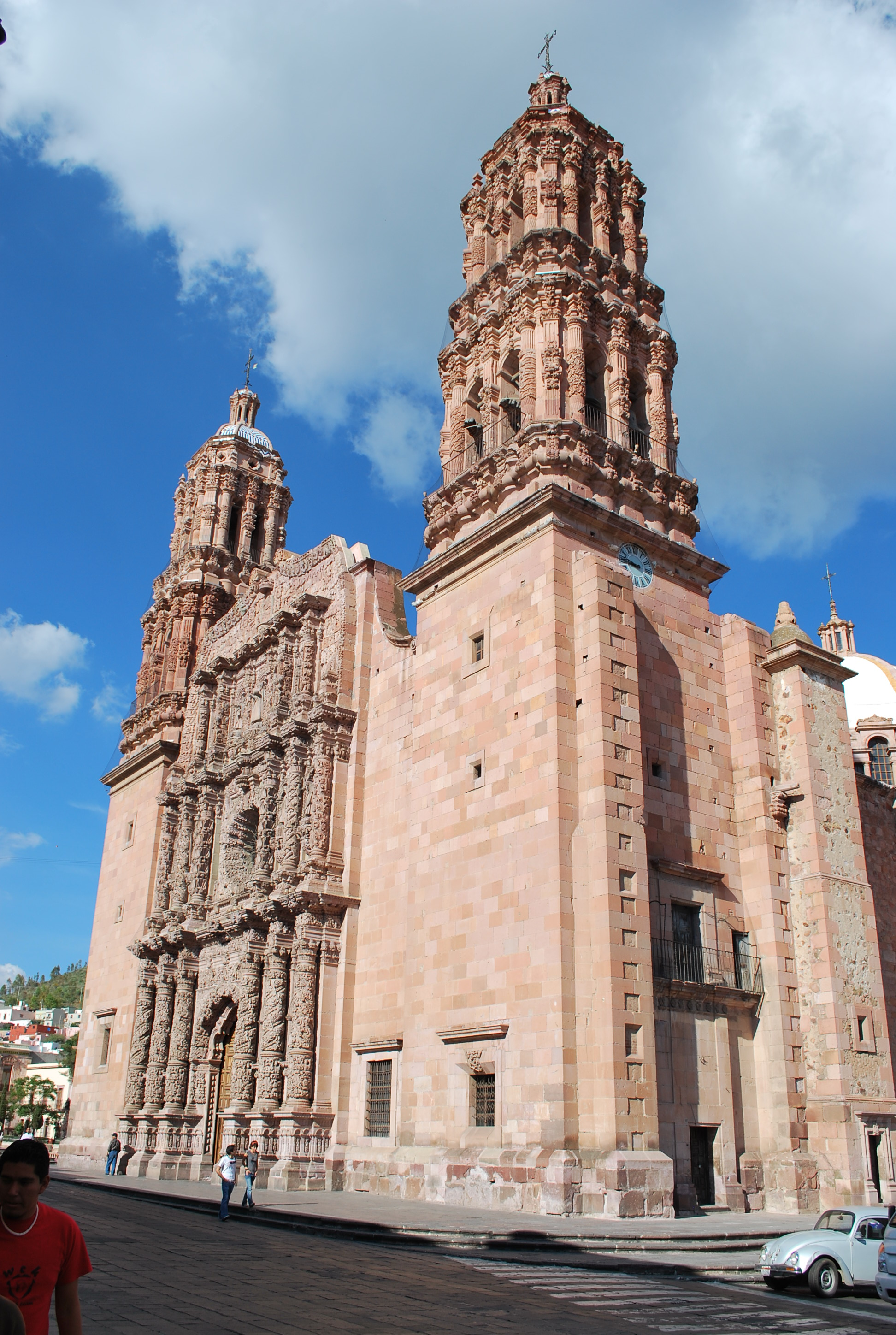
A templom látképe
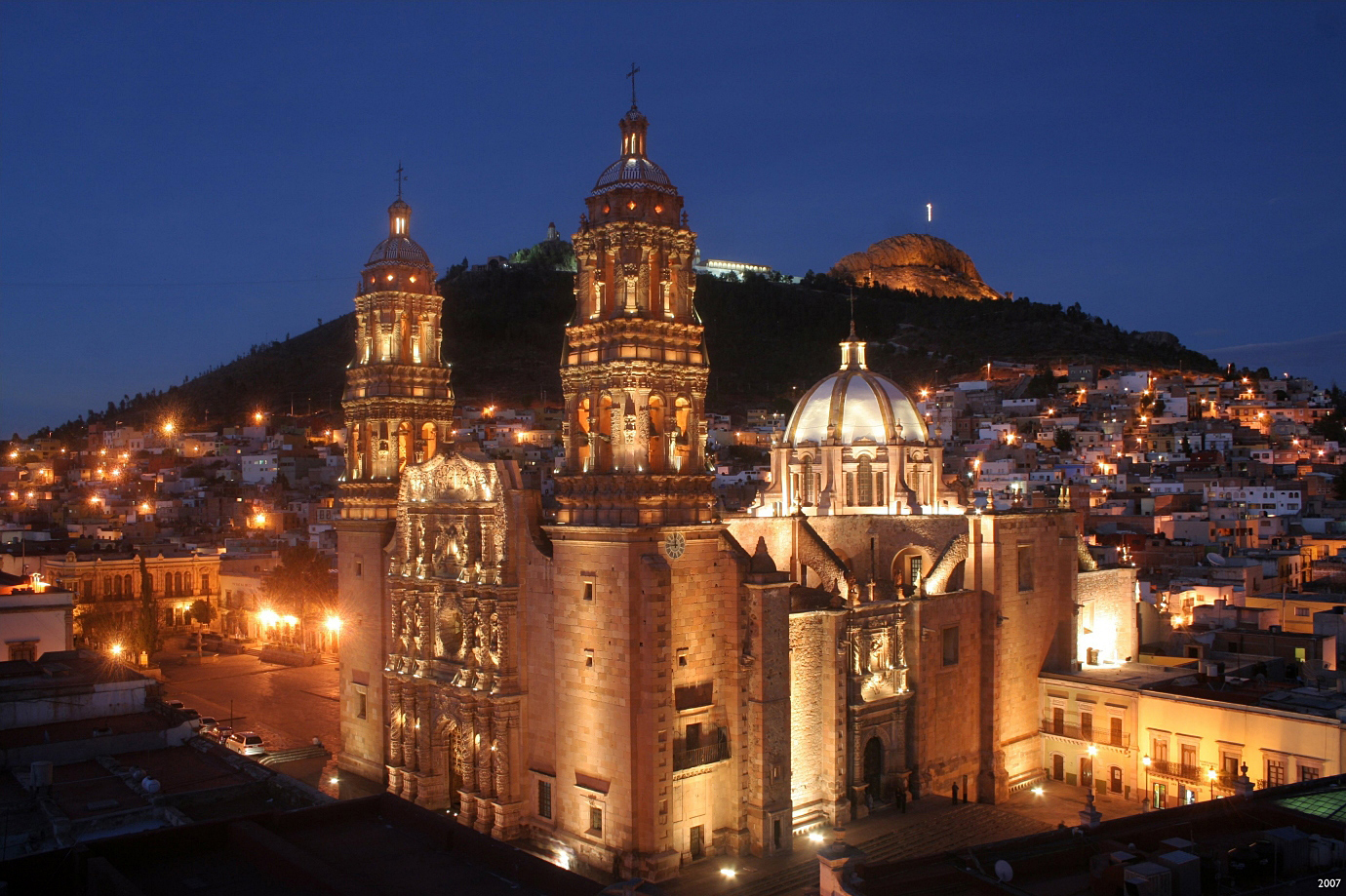
A székesegyház éjszaka
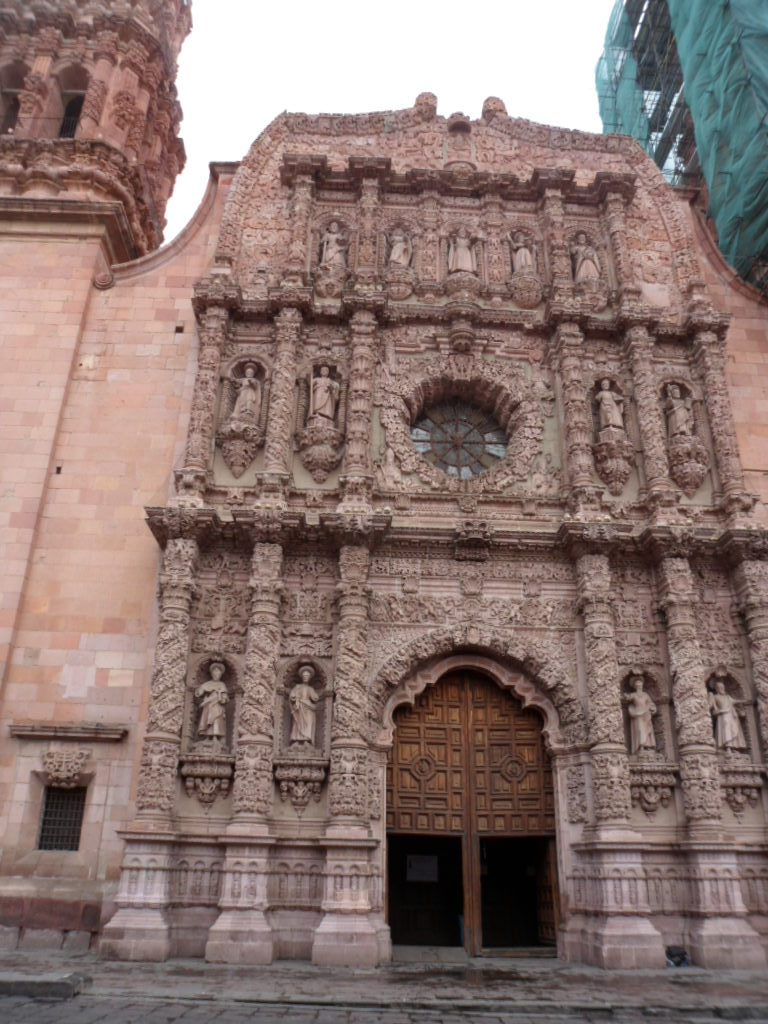
A főbejárat körüli díszítés
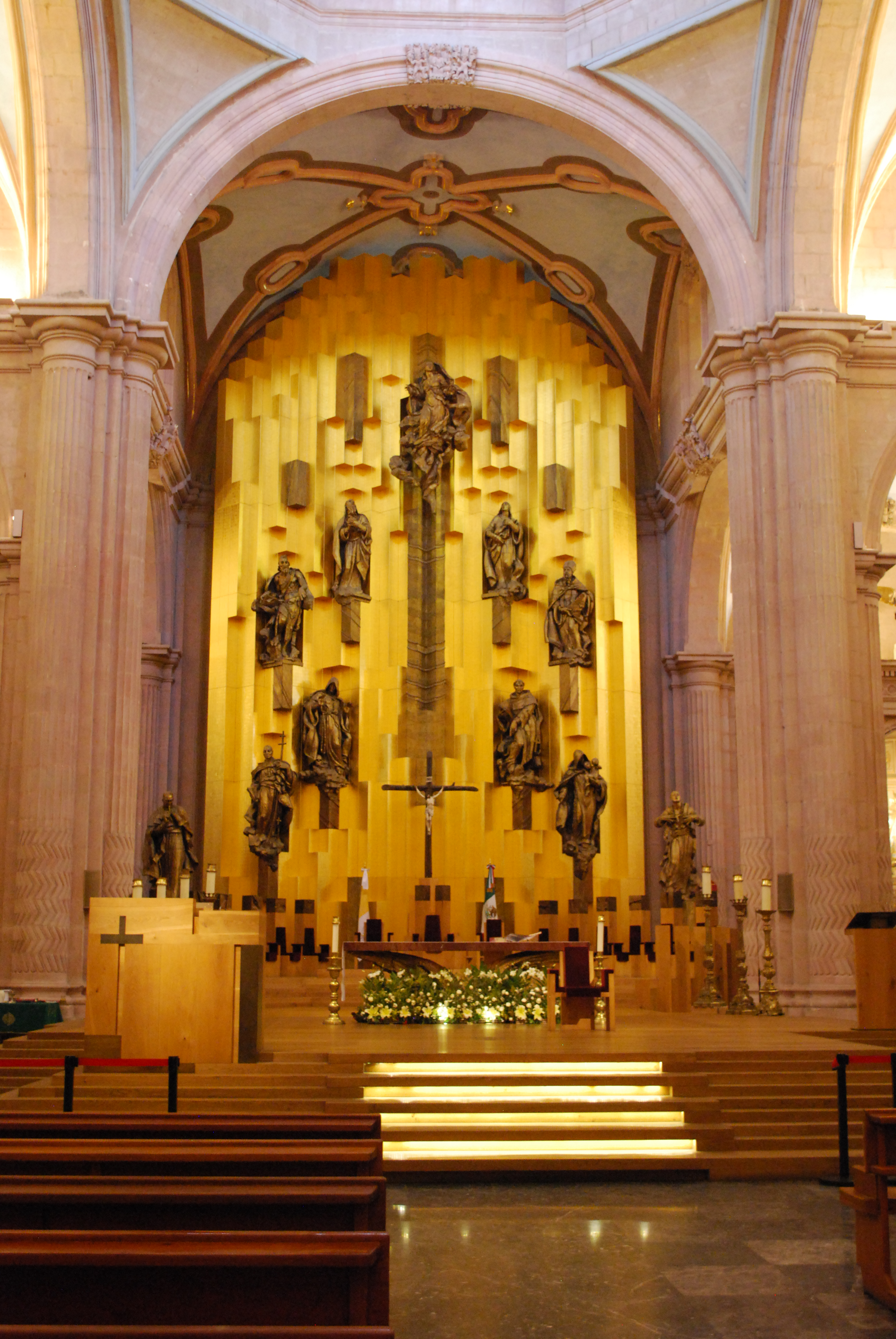
A nagy oltár
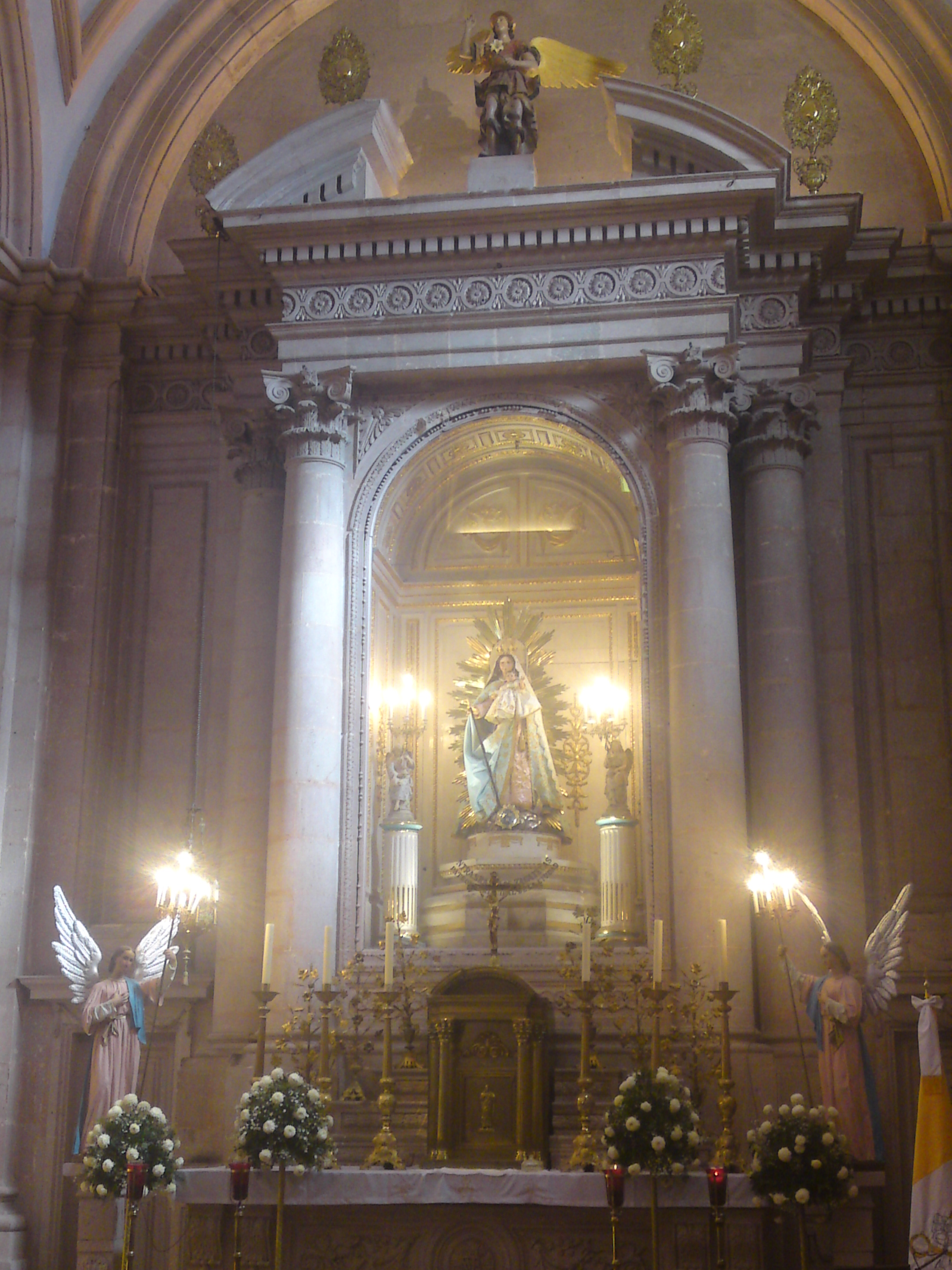
Egy belső kápolna